# Phaleria
Phaleria es un género botánico con 47 especies de plantas  pertenecientes a la familia Thymelaeaceae.

## Especies seleccionadas
- Phaleria acuminata
- Phaleria ambigua
- Phaleria amboinensis